# غرميركوش (مازو)
غرمیرکوش (بالفارسية: گرمیرکوش) هي قرية تقع في قسم مازو الريفي، بمقاطعة أنديمشك التابعة لمحافظة خوزستان، إيران.